# Comuna Mehadica, Caraș-Severin
Mehadica este o comună în județul Caraș-Severin, Banat, România, formată numai din satul de reședință cu același nume.

## Demografie
Componența etnică a comunei Mehadica
     Români (89,35%)
     Romi (1,33%)
     Alte etnii (0%)
     Necunoscută (9,32%)
Componența confesională a comunei Mehadica
     Ortodocși (89,85%)
     Alte religii (0,83%)
     Necunoscută (9,32%)
Conform recensământului efectuat în 2021, populația comunei Mehadica se ridică la 601 locuitori, în scădere față de recensământul anterior din 2011, când fuseseră înregistrați 870 de locuitori. Majoritatea locuitorilor sunt români (89,35%), cu o minoritate de romi (1,33%), iar pentru 9,32% nu se cunoaște apartenența etnică. Din punct de vedere confesional, majoritatea locuitorilor sunt ortodocși (89,85%), iar pentru 9,32% nu se cunoaște apartenența confesională.

## Politică și administrație
Comuna Mehadica este administrată de un primar și un consiliu local compus din 9 consilieri. Primarul, Ion Urechiatu[*], de la Partidul Național Liberal, este în funcție din 2016. Începând cu alegerile locale din 2024, consiliul local are următoarea componență pe partide politice:
|  | Partid                          | Consilieri | Componența Consiliului | Componența Consiliului |
|  | ------------------------------- | ---------- | ---------------------- | ---------------------- |
|  | Partidul Național Liberal       | 2          |                        |                        |
|  | Partidul Social Democrat        | 2          |                        |                        |
|  | Partidul Puterii Umaniste       | 1          |                        |                        |
|  | Partidul Mișcarea Populară      | 1          |                        |                        |
|  | Partidul România Mare           | 1          |                        |                        |
|  | Alianța pentru Unirea Românilor | 1          |                        |                        |
|  | Partidul S.O.S. România         | 1          |                        |                        |

## Personalități
- Mihail Sandru (1852-1930), general
- Iacob Urechiatu (1924-2008), colonel de armata, profesor

## Vezi și
- Biserica ortodoxă „Nașterea Maicii Domnului” din Mehadica
- Ansamblul de mori din Mehadica

## Imagini

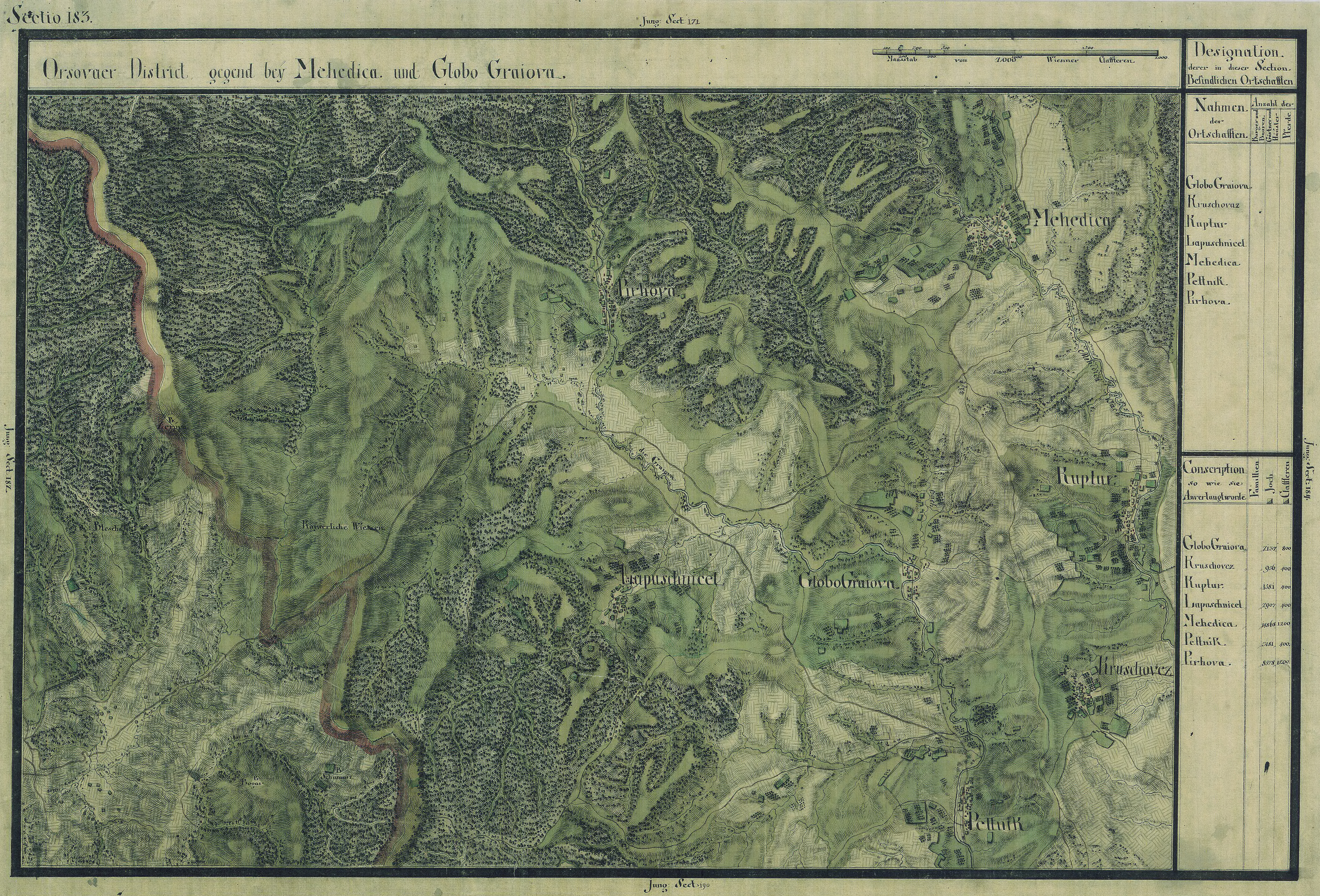
Mehadica în Harta Iosefină a Banatului, 1769-72
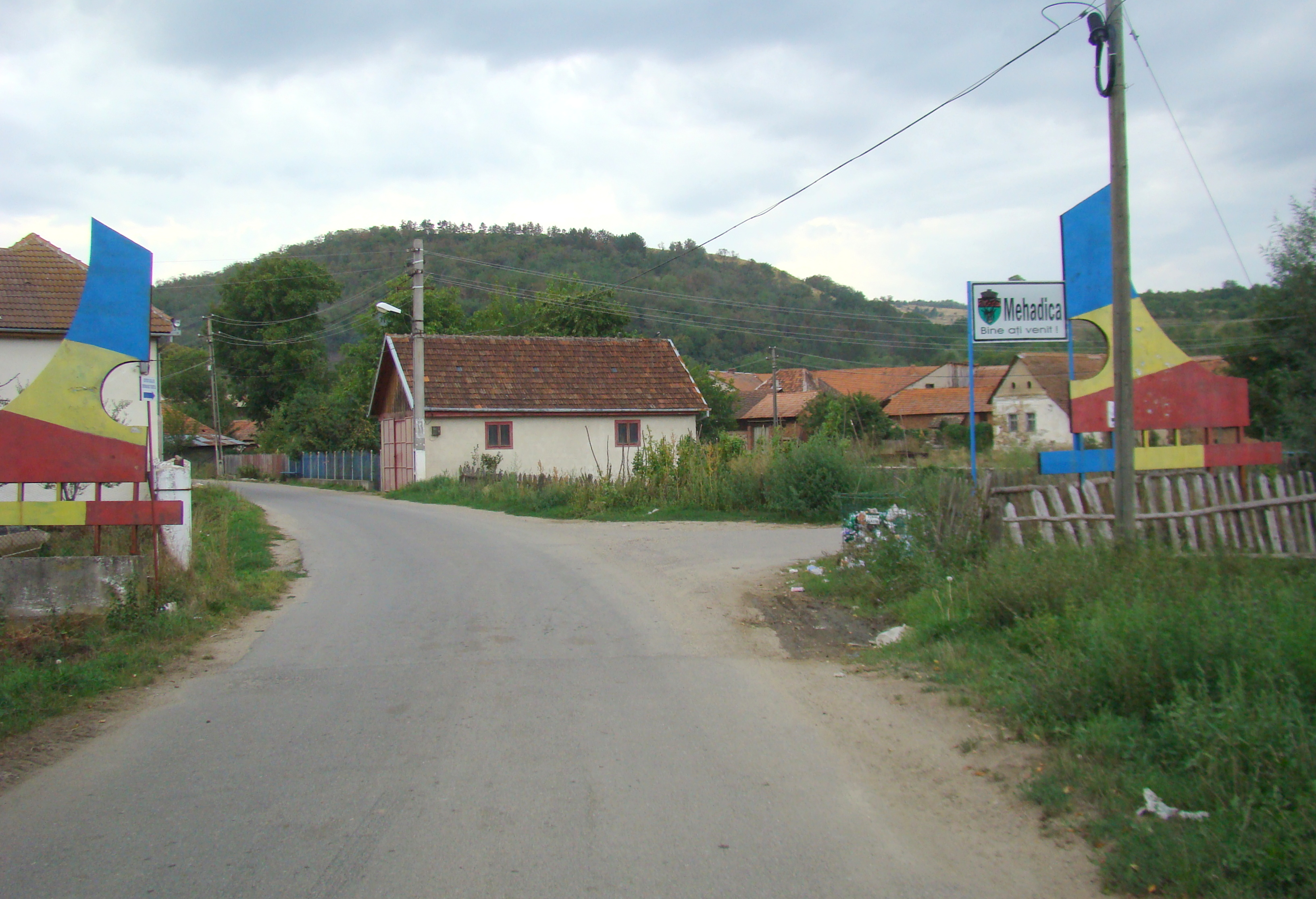
Intrarea în localitate
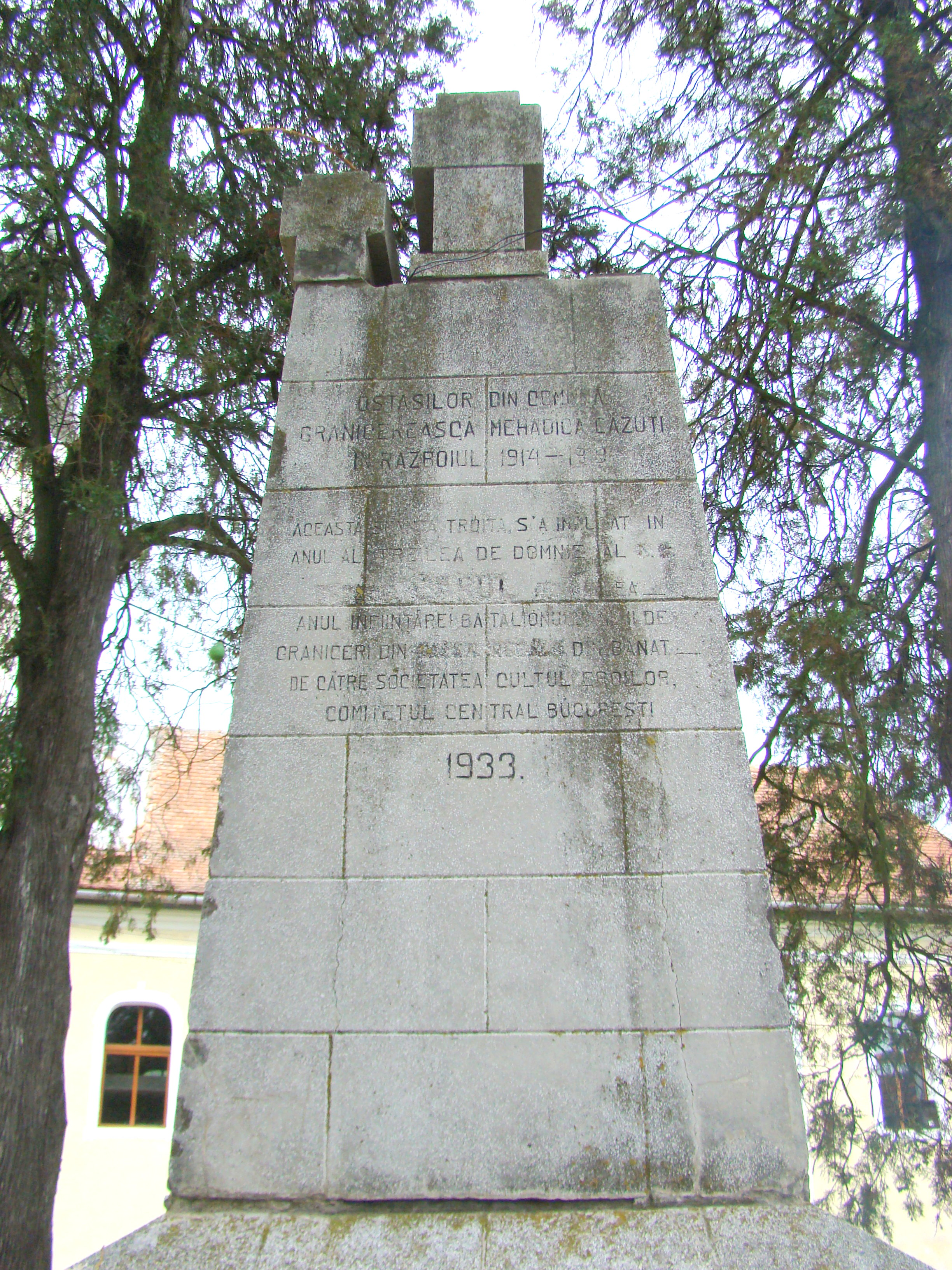
Monumentul eroilor (detaliu)
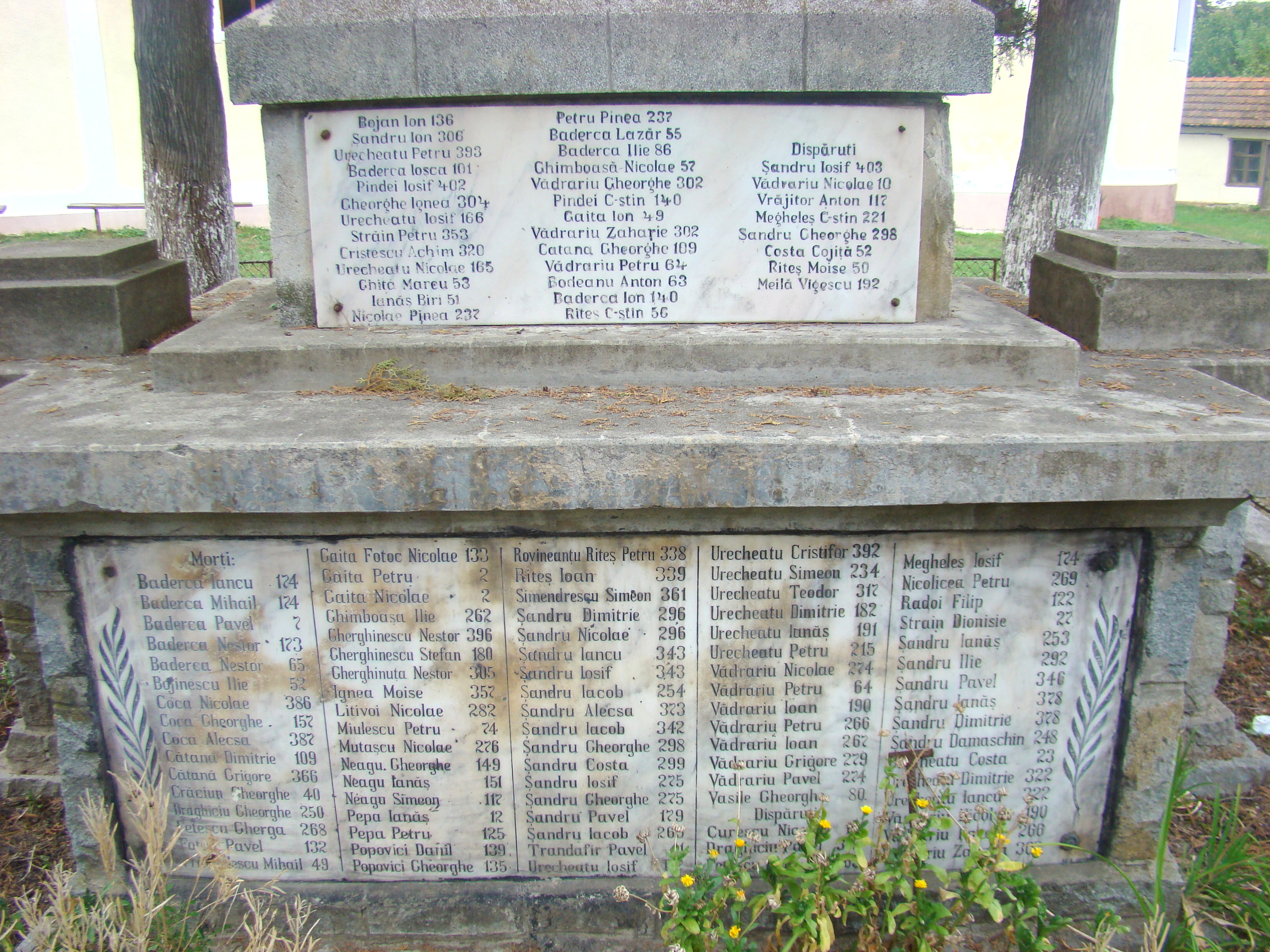
Monumentul eroilor (detaliu)
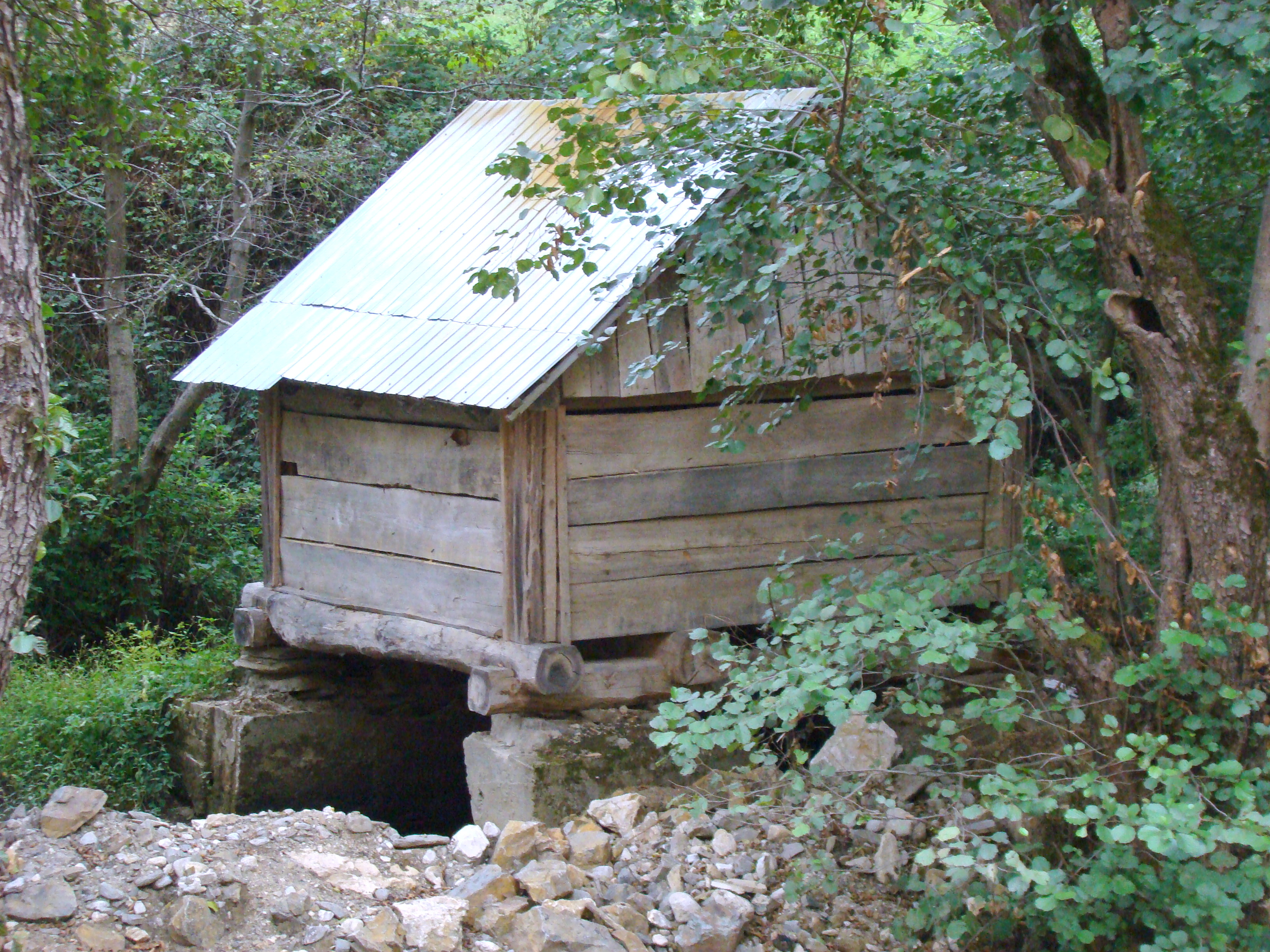
Ansamblul de mori din Mehadica (monument istoric)
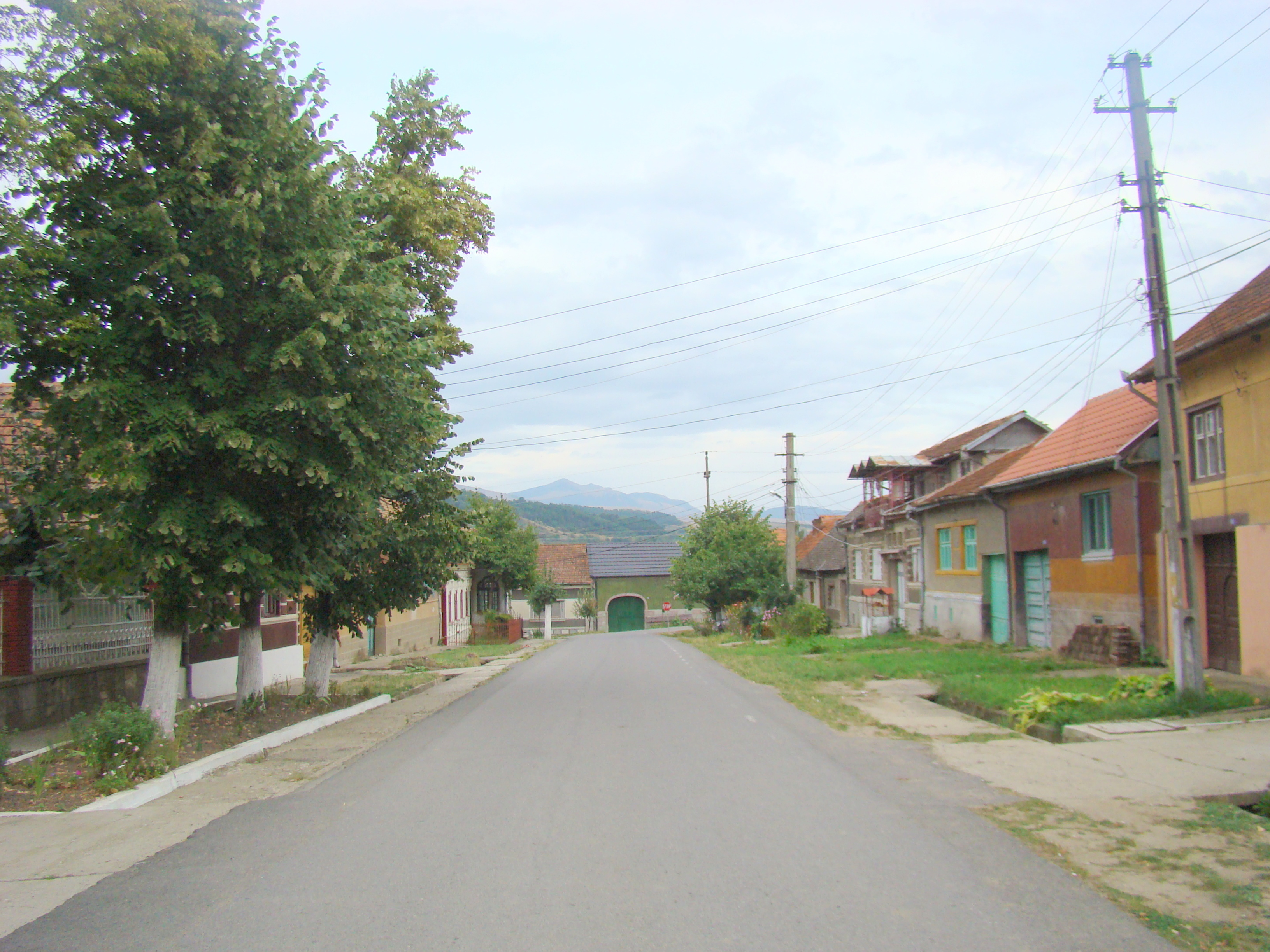
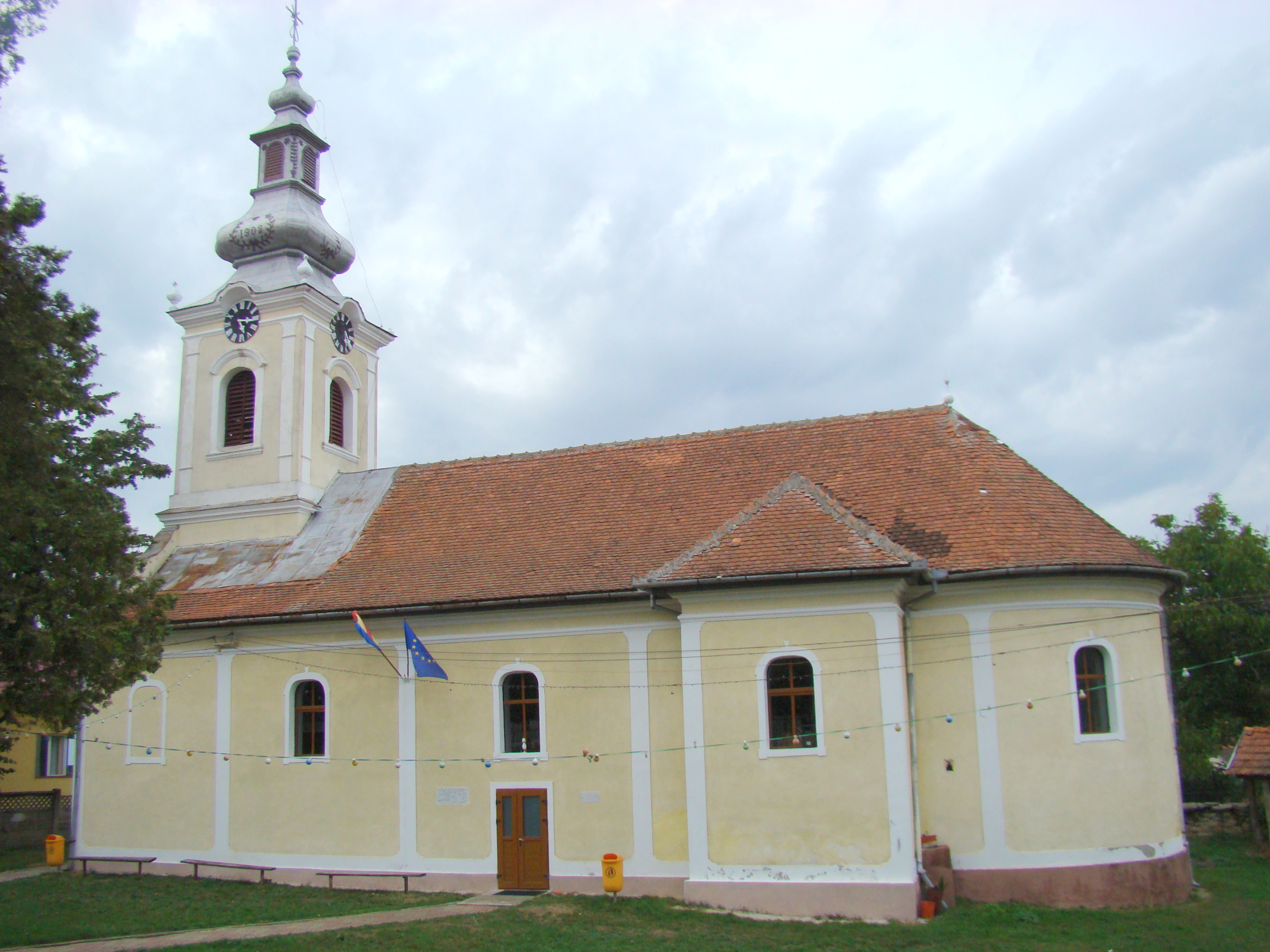
Biserica ortodoxă „Nașterea Maicii Domnului” (monument istoric)
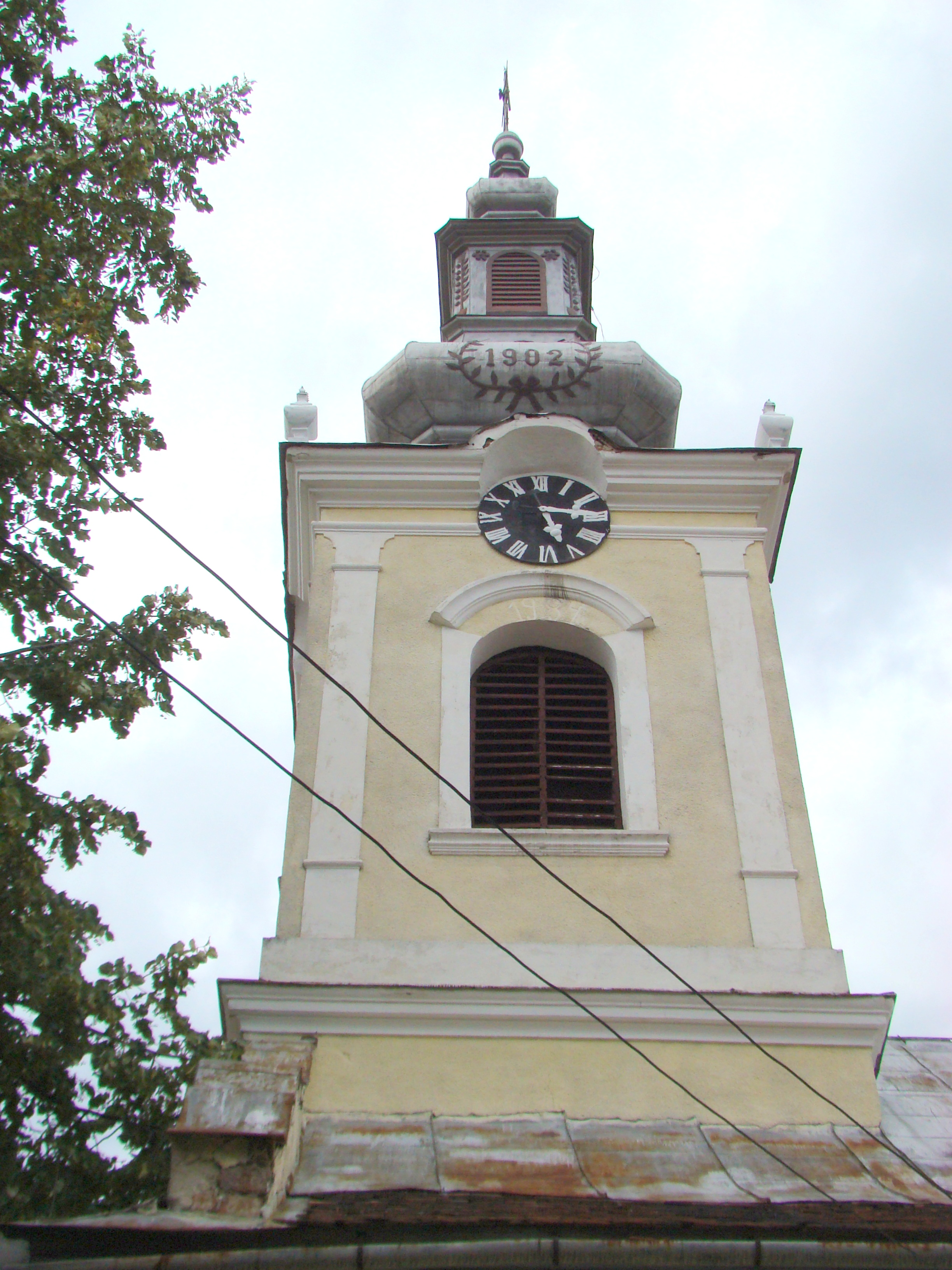
Turnul bisericii
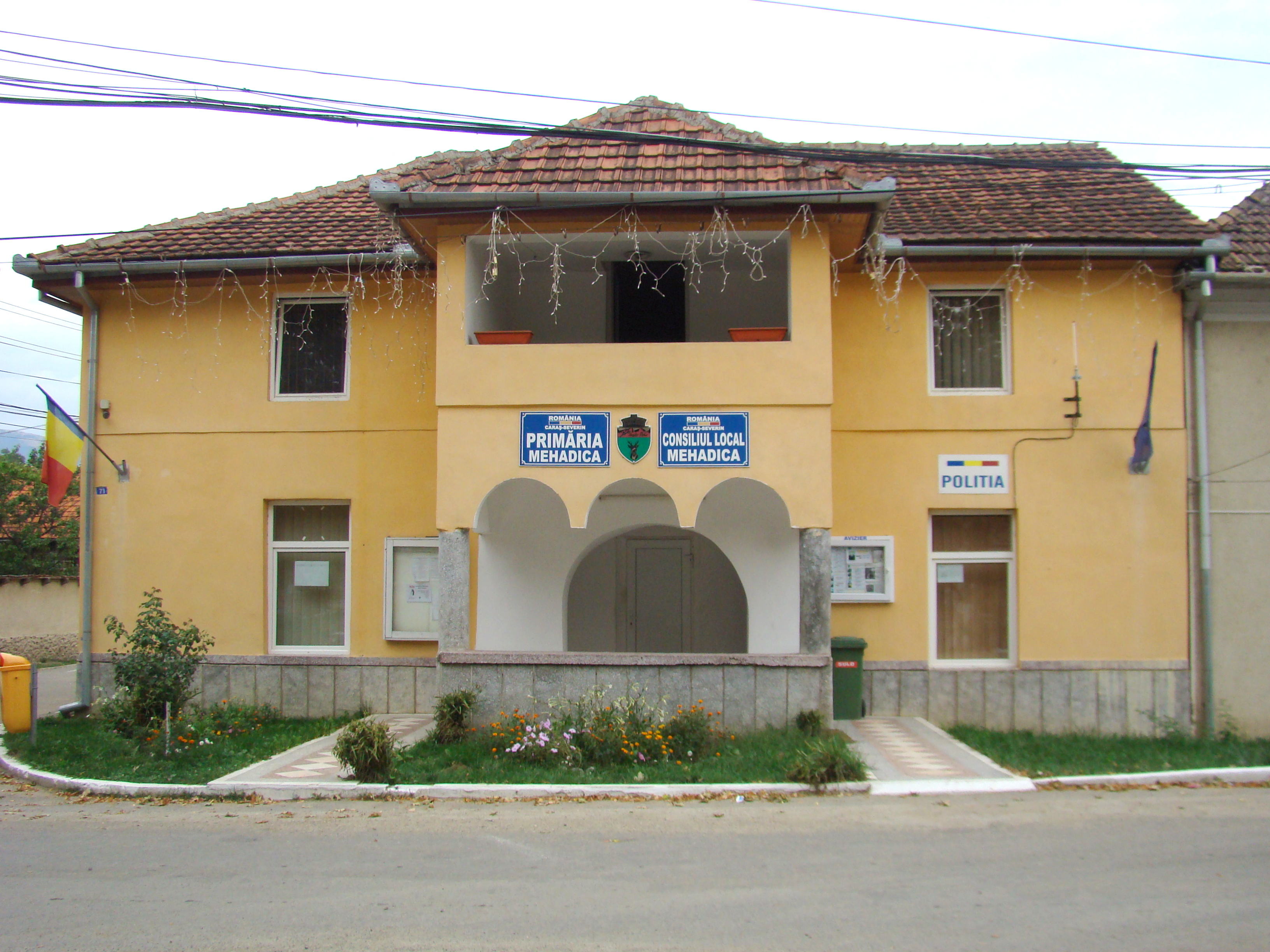
Primăria
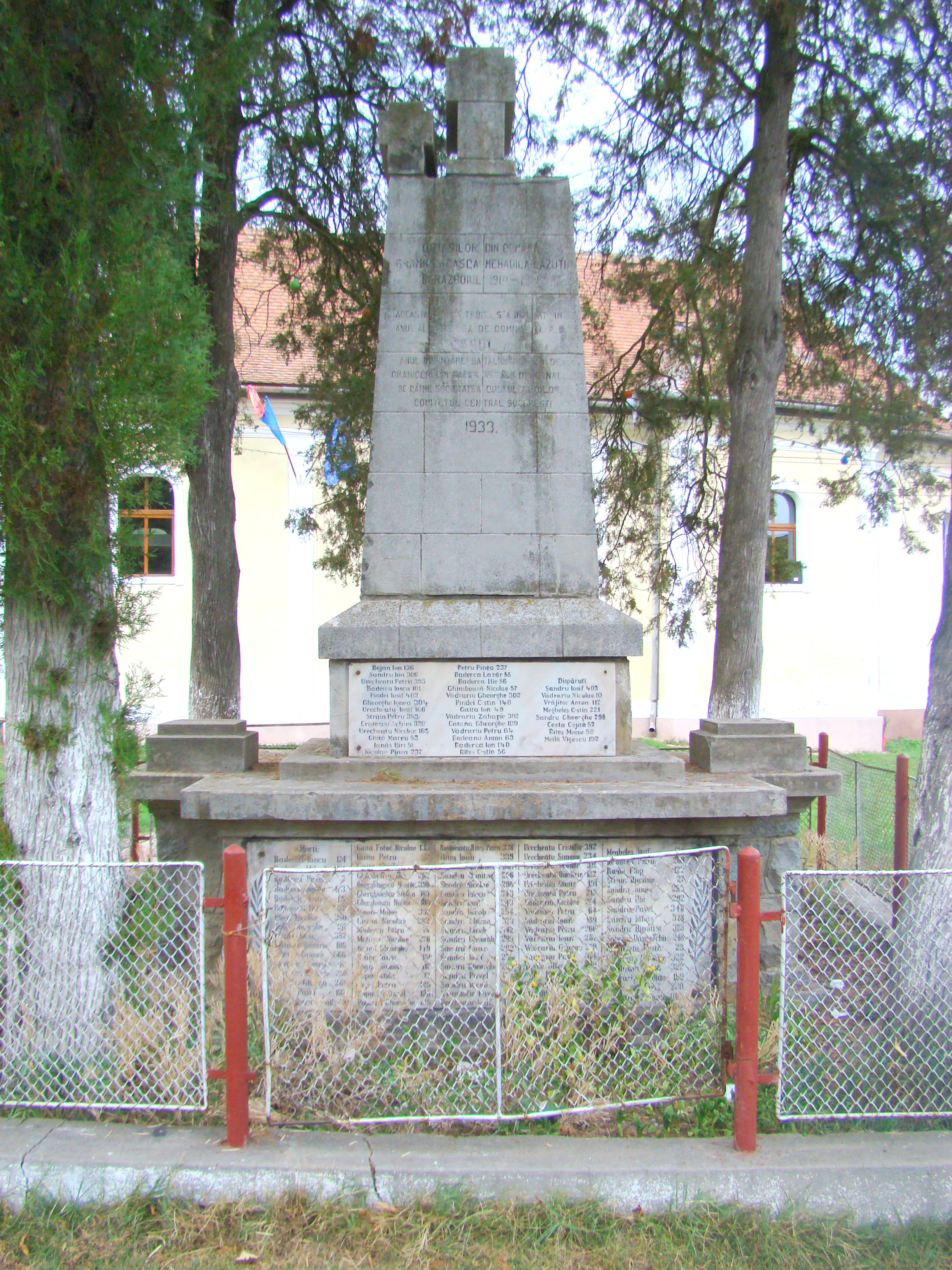
Monumentul eroilor
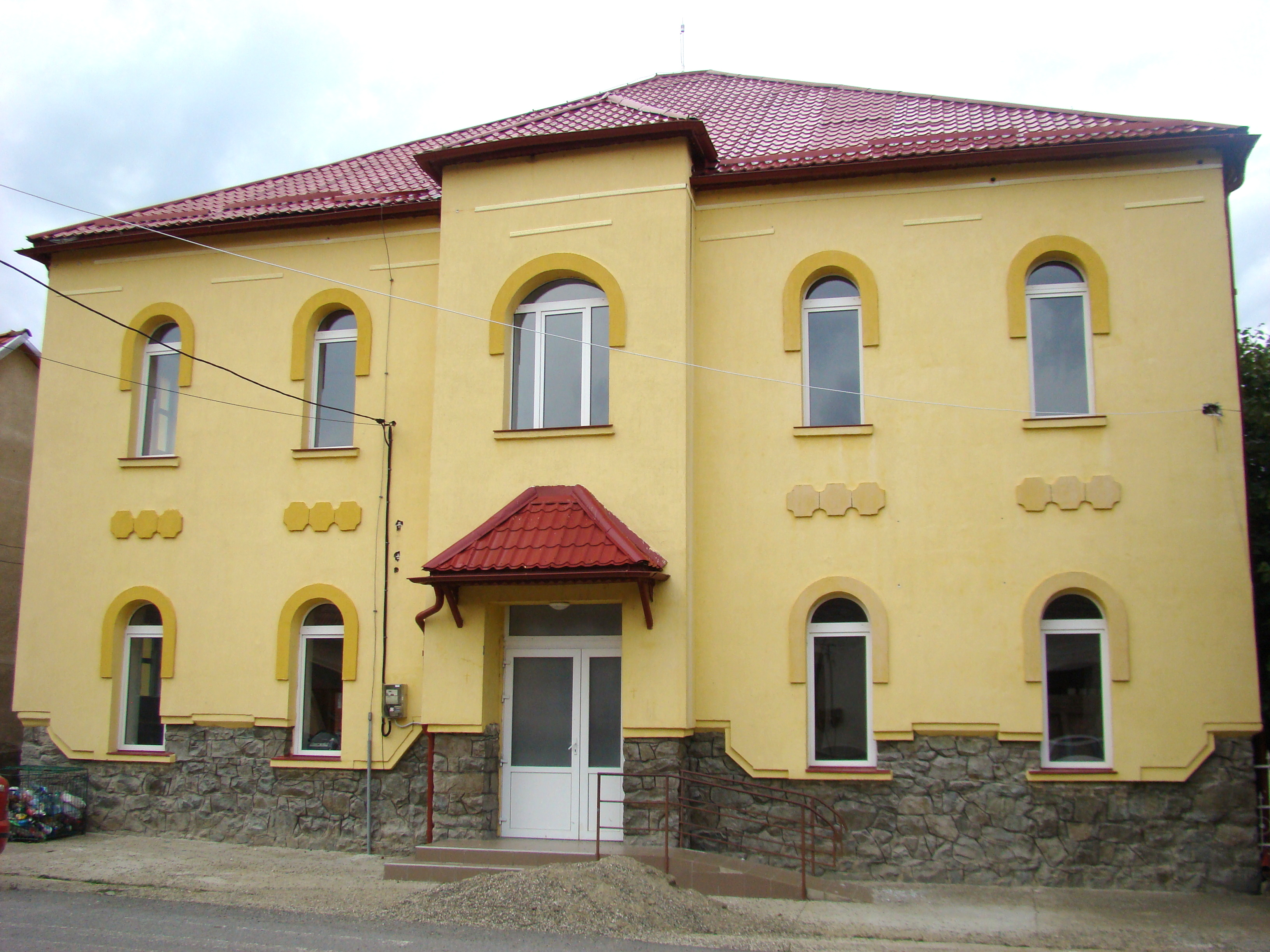
Școala
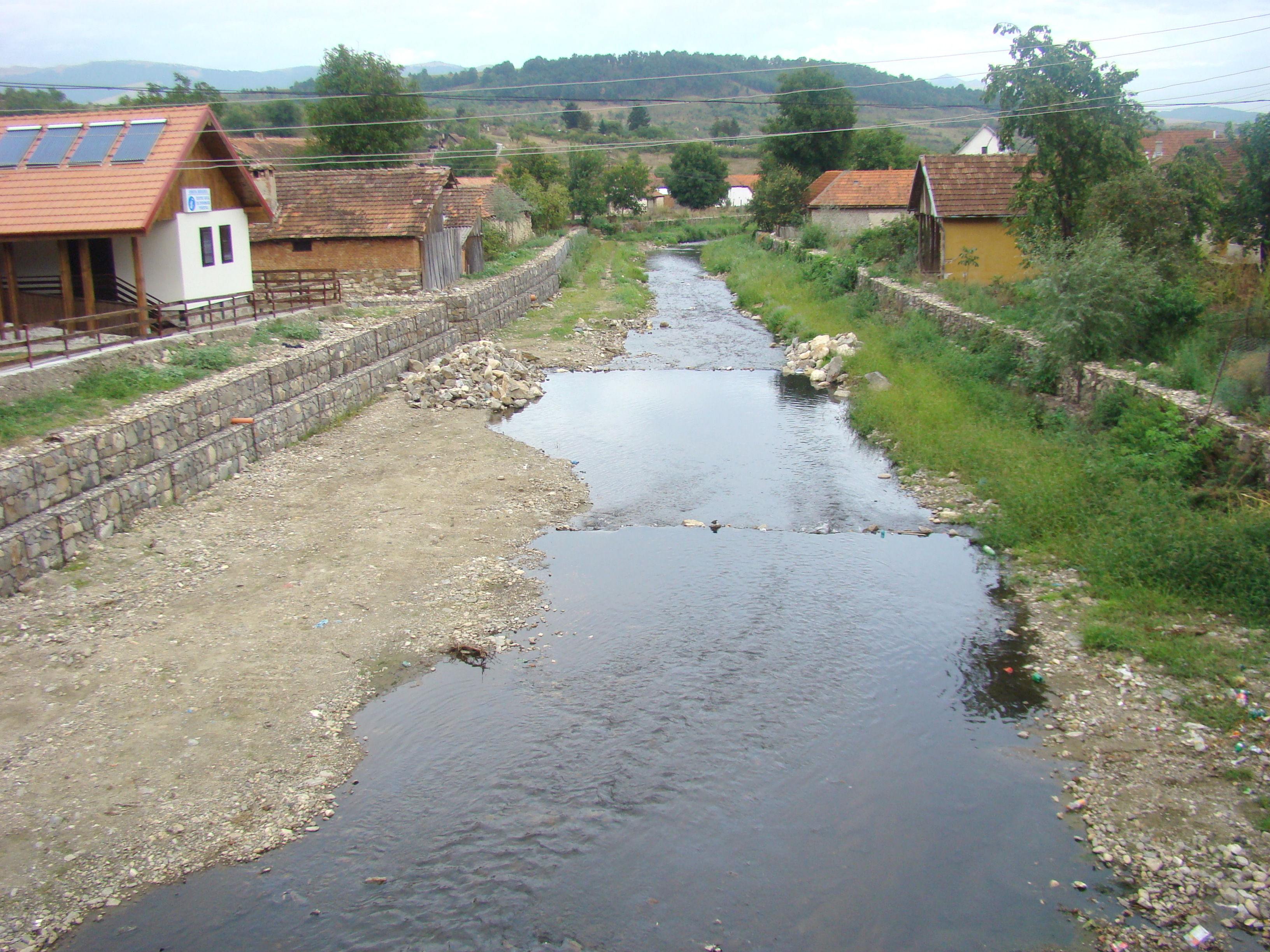
Râul Mehadica
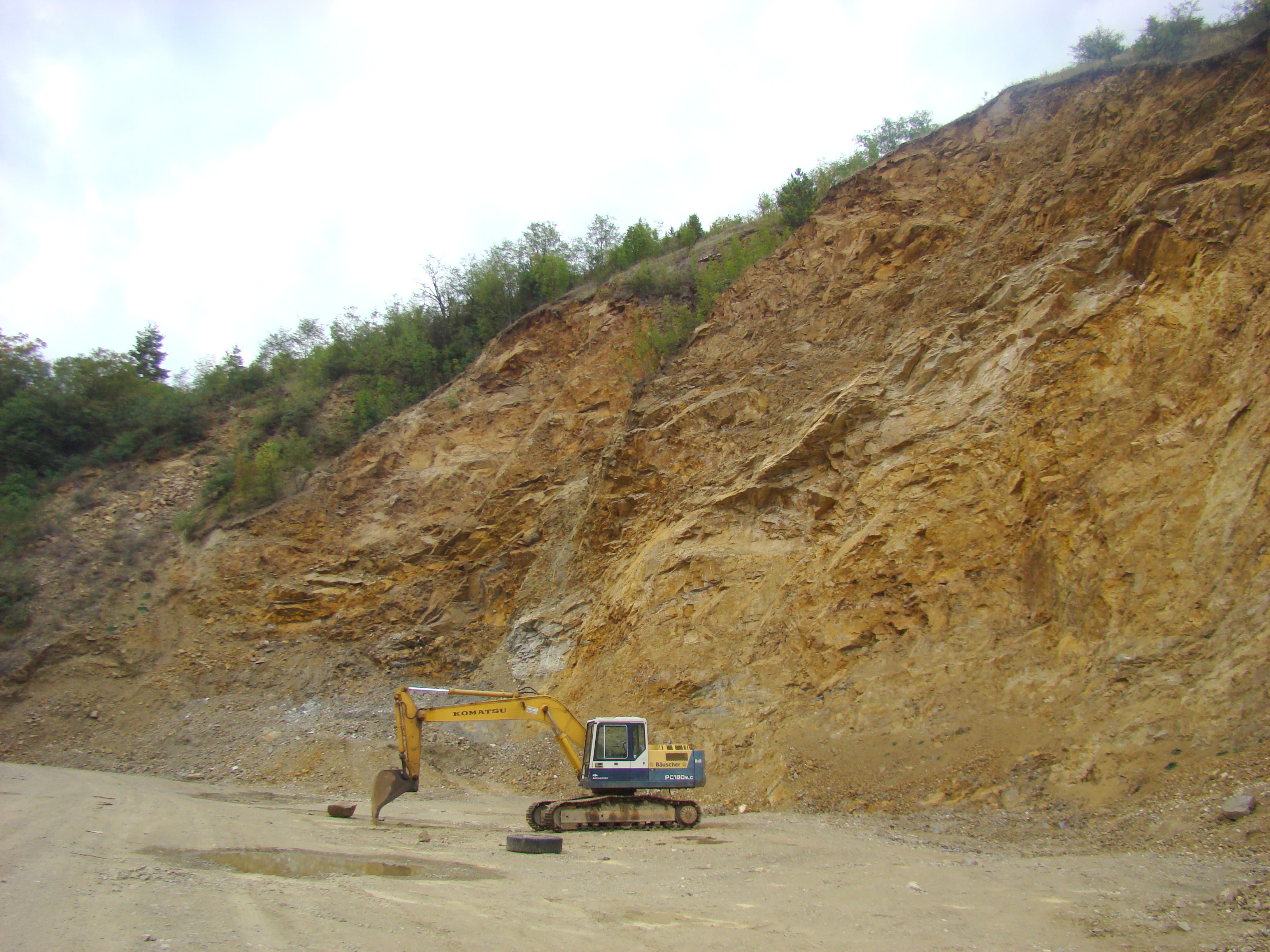